# Mare de Déu de Montdois
El santuari de la Mare de Déu de Montdois és una església del terme municipal de Rupit i Pruit catalogada a l'Inventari del Patrimoni Arquitectònic de Catalunya. L'edifici actual data del segle xviii, tot i que ja es menciona una capella de Santa Maria de "Mont Doys" a la parròquia de Fàbregues l'any 1263. Se sap que en aquest temple hi havia hagut dues imatges de la Mare de Déu, una de romànica i una de gòtica d'alabastre policromat del segle XV. La imatge romànica va ser traslladada al Museu Episcopal de Vic el 1915, mentre que la imatge gòtica es va perdre durant la Guerra Civil espanyola. Actualment s'hi celebra un aplec anual cinc setmanes després del dilluns de Pasqua.

## Arquitectura
L'edifici va ser construït a mode de masia d'una sola nau, amb el carener transversal coronat amb una cúpula semiesfèrica i un absis carrat orientat a llevant. La nau està coberta amb una volta de canó amb llunetes, dividida en tres trams mitjançant arcs torals sostinguts amb unes pilastres amb els basaments i els capitells motllurats. Disposa de dues capelles laterals a cada banda obertes a la nau mitjançant arcs de mig punt amb les impostes motllurades. La cúpula està sostinguda amb petxines, les quals descansen damunt d'unes pilastres decorades amb pintures murals. L'absis és cobert amb un empostissat de fusta i compta amb un cambril sense accés amb la imatge de la Mare de Déu. Als costats de l'altar, dos portals rectangulars emmarcats amb carreus de pedra donen accés a la sagristia, la cambra auxiliar i el cambril. El cor ocupa la part superior del pòrtic de la façana principal. Els murs laterals de l'absis i el creuer estan decorats amb una motllura rectilínia i un sòcol de pedra, ornamentacions que es repeteixen als capitells i als basaments de les pilastres. A la façana principal hi ha un atri porticat que s'obre a l'exterior a través de tres arcs de mig punt adovellats, sostinguts amb pilars de pedra. El pòrtic és coronat amb una fornícula de mig punt amb la imatge de la Verge Maria amb el Nen, emmarcats amb dues orles de pedra. L'espai interior de l'atri està cobert amb un empostissat de fusta, damunt del qual hi ha el cor. El portal d'accés al temple és rectangular, amb els brancals bastits amb carreus de pedra i una llinda plana monolítica. Està tot decorat amb una successió de motllures rectilínies. A la resta del parament hi ha finestres rectangulars emmarcades amb carreus de pedra i les llindes planes. Els finestrals que laterals situats damunt les capelles laterals tenen uns grans ampits motllurats.
L'edifici comptava amb un adossat destinat a hostatgeria i la casa de l'ermità, que va ser enderrocada l'any 2011.